# К еврейскому вопросу
«К еврейскому вопросу» (нем. Zur Judenfrage) — работа Карла Маркса, написанная осенью 1843 года и опубликованная в 1844 году.

## История
О евреях или иудаизме Маркс знал относительно немного. Хотя оба его родителя были еврейского происхождения, Карл был внуком раввинов и потомком целого ряда поколений ученых-талмудистов, но он был крещён в лютеранской церкви, когда ему было шесть лет, не получил еврейского образования и, как известно, в подростковом возрасте не проявлял интереса к еврейской тематике. Во время учёбы в Берлинском университете, он подружился с младогегельянцем Бруно Бауэром, преподавателем теологии в университете. В 1842 и 1843 годах Бауэр опубликовал несколько работ по еврейскому вопросу. Маркс прочитал работы своего бывшего учителя и ответил на них.
Евреи Пруссии в то время не были юридически эмансипированы, и Бауэр утверждал, что гражданская эмансипация сама по себе не сделает их свободными. По его мнению, первый шаг к свободе будет сделан, когда евреи осознают, что стать свободными мешают их религиозные убеждения, поэтому Бауэр призывал к отказу от иудаизма. Маркс не согласился с этой точкой зрения. В марте 1843 года Маркс сообщил своему другу Арнольду Руге, другому младогегельянцу, что лидер еврейской общины Кёльна попросил его написать петицию от имени еврейской общины в прусский провинциальный сейм и что он намерен удовлетворить эту просьбу. Взгляд Бауэра на евреев, писал он Руге, показался ему слишком абстрактным.

## Содержание
Статья «К еврейскому вопросу» была самым известным ответом Маркса Бауэру. Маркс подчёркивал, что существует различие между политической эмансипацией и социальной эмансипацией, и что евреи имеют право на первую. В «Святом семействе», которое появилось примерно через год после его ответа Бауэру, Маркс и его соавтор Фридрих Энгельс пошли значительно дальше и фактически предположили, что степень современности конкретного государства можно оценить по тому, в какой степени евреям предоставлены равные политические права.
Прямая поддержка Марксом политической эмансипации евреев, несомненно, не сопровождалась — ни в 1840-х годах, ни позднее — симпатией к евреям как таковым, к еврейству или к иудаизму. В письме, в котором он сообщил Руге, что намерен выступить от имени еврейской общины Кёльна, он также провозгласил, что «израильская вера» «отвратительна». В целом его отношение к евреям и иудаизму было крайне отрицательным. В статье «К еврейскому вопросу» Маркс назвал еврейство химерической национальностью и утверждал, что «деньги — это ревнивый бог Израиля, перед лицом которого не должно быть никакого другого бога». В представлении Маркса мирским культом еврея является торгашество; еврейская религия презирает теорию, искусство, историю, человека как самоцель. Эти формулировки Маркс заимствовал у М. Гесса, высказывавшего их в младогегельянский период своей деятельности. Отождествление еврейства с буржуазным началом, которое было общепринято у французских социалистов и немецких младогегельянцев, вело Маркса к парадоксальной идее, что «эмансипация евреев в её конечном значении есть эмансипация человечества от еврейства», другими словами, эмансипация предполагает полный отказ евреев от еврейского духовного наследия, устранение «еврейских начал» из жизни и культуры всего человечества.

## Восприятие
После середины 1840-х годов Маркс больше не уделял еврейскому вопросу много внимания. Однако он употреблял, как в своих опубликованных работах, так и в личной переписке, антиеврейские оскорбления и регулярно при описании людей еврейского происхождения использовал крайне неприятные эпитеты. Антиеврейские высказывания и оценки встречаются, например, в отзывах о Ф. Лассале, в нескольких статьях, изданных газетой «Дейли трибюн», где он писал об опасности для мира, которая исходит от деятельности еврейских банкиров. Погромы в России (1881) не вызвали со стороны Маркса какой-либо видимой реакции. Только один раз, описывая в газетной заметке бедственное положение евреев в Иерусалиме, Маркс писал о них с сочувствием.
Эта работа интерпретируется некоторыми комментаторами как антисемитский трактат. Однако, если рассматривать статью в контексте, она является дополнительным указанием на то, что Маркс в действительности выступал за политическую эмансипацию еврейской общины, что резко отличает его от подавляющего большинства антисемитов того времени по критическому вопросу, с которым сталкивалось прусское еврейство. Часто упускается из виду тот момент, что политическая позиция, изложенная Марксом по вопросу гражданской эмансипации, имела больше общего с позицией еврейских критиков Бауэра, чем со взглядом на этот вопрос самого Бауэра.
Маркс никогда открыто не отрекался от идей о еврействе, выраженных в статье 1843 года, однако посвящённый возникновению современного капитализма исторический обзор «Капитал» вовсе не упоминает евреев. Это обстоятельство дало возможность многим последователям Маркса, которые стремились доказать, что Маркс не был антисемитом, считать, что имеющиеся в его ранних работах, включая «Святое семейство», понятие «юдентум» («еврейство») обозначает не историческое еврейство, а социальную категорию. В социалистической среде 1890-х годов эти работы Маркса не переиздавали и относили их к его «домарксистскому» периоду.
Утверждение, что Маркс был антисемитом, не может считаться бесспорным, поскольку труды Маркса начала 1840-х годов были его единственными развёрнутыми работами по еврейскому вопросу, а позиция, которую он занимал в этих работах по вопросу гражданской эмансипации, разделялась ведущими немецкими евреями и отвергалась противниками еврейской общины. Еврейское происхождение Карла Маркса, как и его антиеврейская настроенность остаются катализаторами антисемитских взглядов и выступлений правой, а в позднейшее время также «левой» направленности.
Статья «К еврейскому вопросу» широко использовалась в нацистской пропаганде. В советских публикациях о евреях, в том числе в рамках сталинских кампаний, эта работа Маркса не упоминалась до тех пор, пока её не использовал для создания схемы «разоблачения» "врага" советский антисионистский пропагандист Юрий Иванов. Он заимствовал у Маркса немецкий термин «юдентум», но отождествил с ним сионизм, при этом отрицая само существование евреев в качестве народа. На этой основе он выстраивал такие версии еврейской истории, культуры и религии, которые призваны были доказать, что евреи с древнейших времен, опираясь на «расистские доктрины» иудаизма о еврейской избранности, стремятся к мировому господству. Иванов создал цельную концепцию расистского антисемитизма, культивировавшую такой же миф о еврействе как о подлежащем уничтожению мировом зле, что и нацистская. Иванов повторил ту версию нацистской пропаганды, в которой использовался вывод Маркса о грядущей «эмансипации общества от еврейства» в качестве исходящего от «самокритичных евреев» аргумента в пользу «окончательного решения еврейского вопроса». Обильное цитирование Маркса позволило Иванову построить культурно-историческую версию расового антисемитизма и включить её в официальную «марксистско-ленинскую» идеологию, закамуфлировав «учением о классовой борьбе».